# Kızılay, Ankara
Kızılay es un barrio de la ciudad capital de Turquía, Ankara. Se encuentra en el distrito de Çankaya, una división administrativa de la provincia de Ankara. 

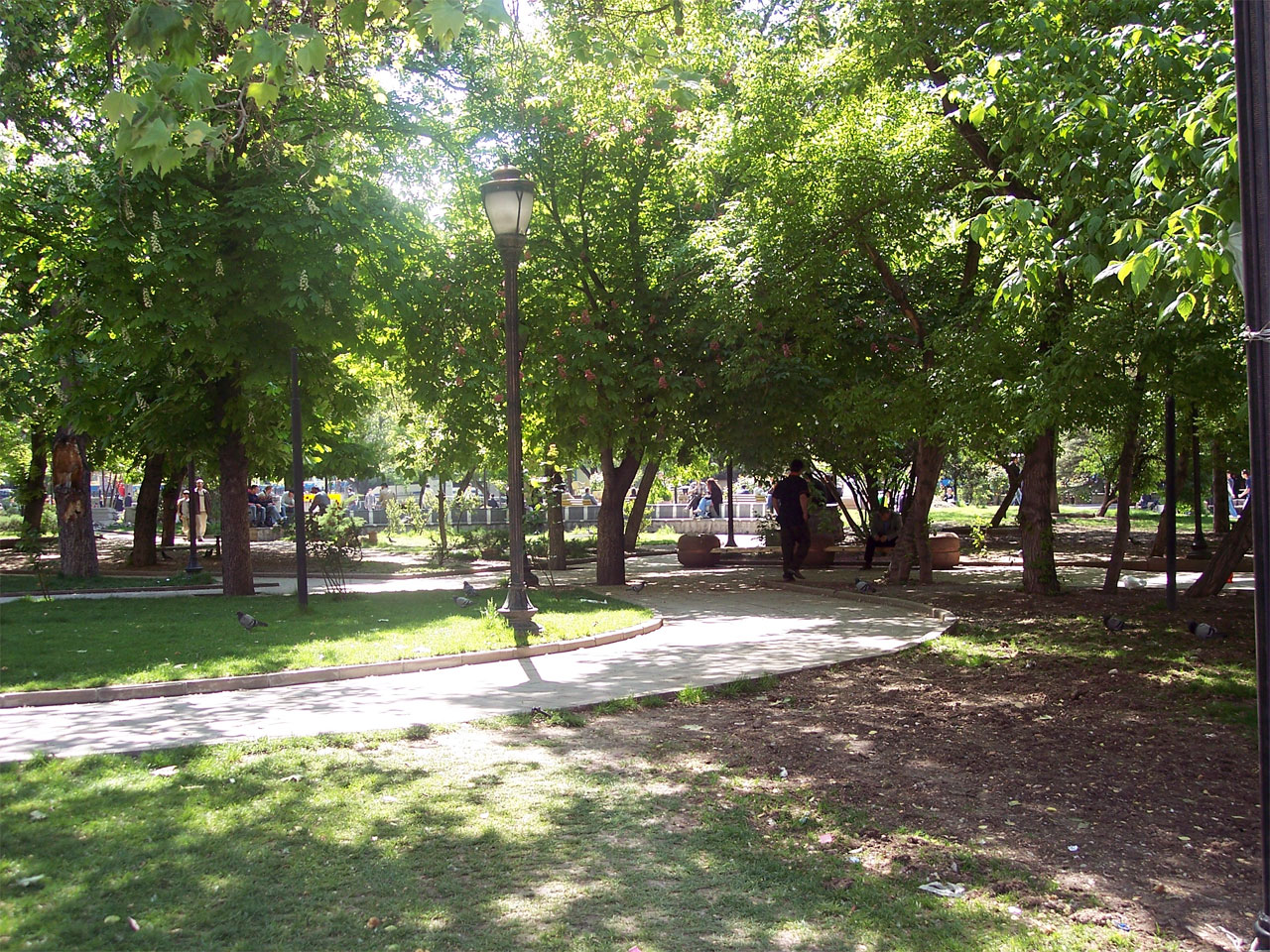
"Güvenpark" en Kızılay.

## Ubicación
En Turquía los barrios no tienen límites reconocidos, ya que no forman una división administrativa. Generalmente se considera que el barrio de Kızılay, centrándose en la Plaza de Kızılay, se extiende desde la "Opera" o el "Hergele Meydanı" en el norte hasta los edificios del TBMM (parlamento) en el sur, y los barrios de Maltepe y Kurtuluş en el oeste y este respectivamente. La estación Kızılay de Ankaray y del Metro de Ankara se encuentra debajo de la Plaza de Kızılay. La plaza se encuentra en la interdicción del Bulevar Atatürk, y las avenidas Ziya Gökalp y Gazi Mustafa Kemal Bulvarı.

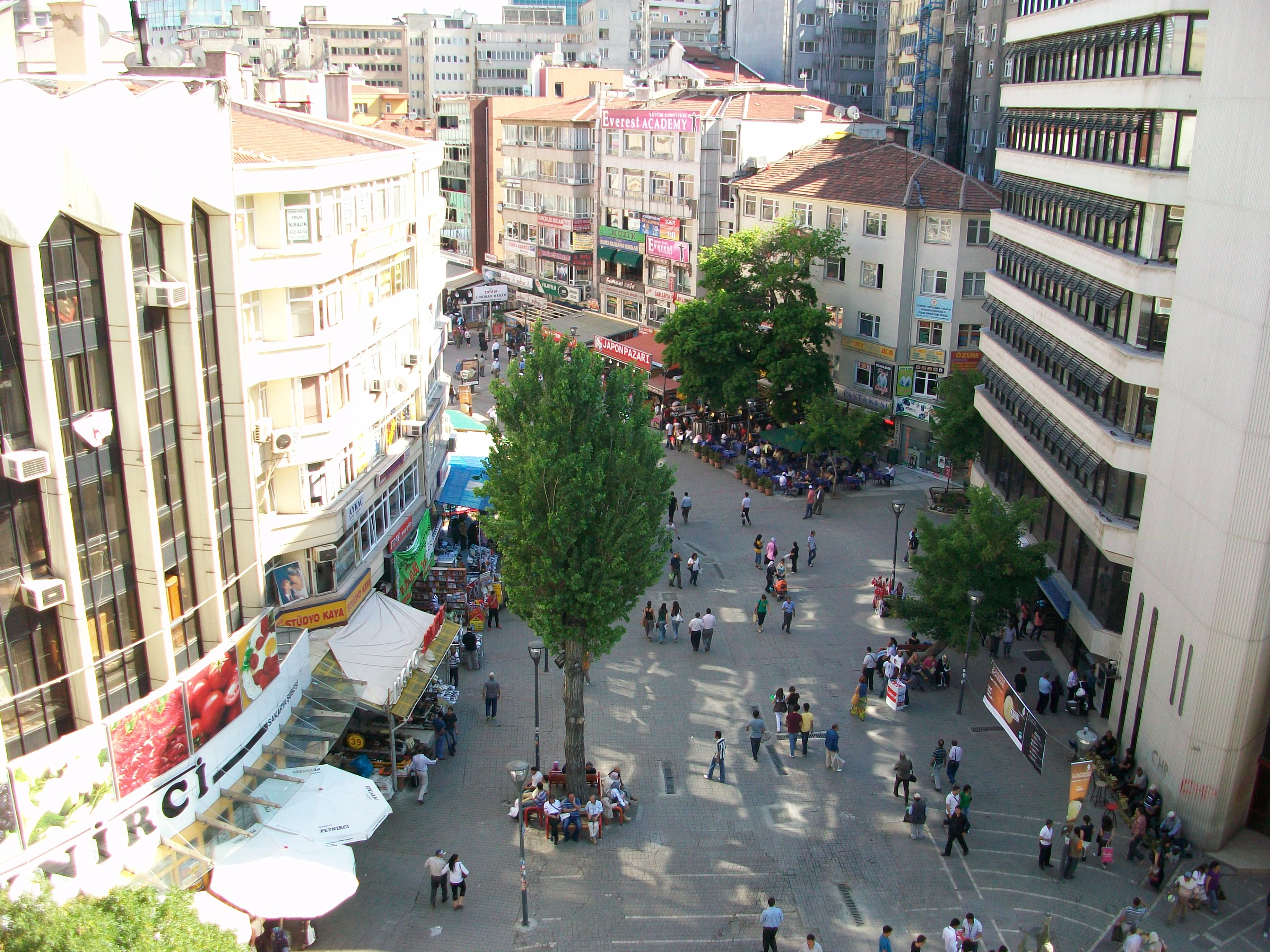
"Selanik Caddesi" (calle Selanik) en Kızılay.

## Historia
Kızılay se desarrolló, desde los primeros años de la República turca que designó a la ciudad de Ankara como su capital. El centro histórico de Ulus gradualmente perdió importancia ante la nueva urbanización llamada Yenişehir ("Ciudad Nueva" en idioma turco), cuyo núcleo fue la Plaza de Kızılay. Tanto la plaza como el barrio de Kızılay son nombrados así debido a la presencia de la casa central de "Kızılay" (Medialuna roja turca) a un costado de la plaza. Hoy reemplazada por un "mall" también homónimo (Kızılay Alışveriş Merkezi - Centro Comercial Kızılay) la Medialuna roja turca sigue manteniendo oficinas en una calle aledaña a la plaza, aunque la casa central ya se encuentra algo distante, sobre el Bulevar Atatürk.
Desde su creación en los años 20s y 30s del siglo XX, Kızılay se ha convertido en el centro de comercios de la ciudad.